# Boogie Woogie Bugle Boy
Pour les articles homonymes, voir Boogie-woogie, Bugle (homonymie) et Boy.
Clip vidéo
[vidéo] « Boogie Woogie Bugle Boy - The Andrews Sisters », sur YouTube
[vidéo] « Boogie Woogie Bugle Boy - The Andrews Sisters (extrait de film) », sur YouTube
Boogie Woogie Bugle Boy est un standard de jazz boogie-woogie du groupe de chanteuses américaines The Andrews Sisters, écrit par Hughie Prince (en) et composé par Don Raye. Il est enregistré le 2 janvier 1941 au studio Decca Records d'Hollywood à Los Angeles en single pour la musique du film Deux Nigauds soldats d'Abbott et Costello, (un des plus importants succès emblématiques international de leur répertoire, et des big band jazz de la Seconde Guerre mondiale ).

## Histoire

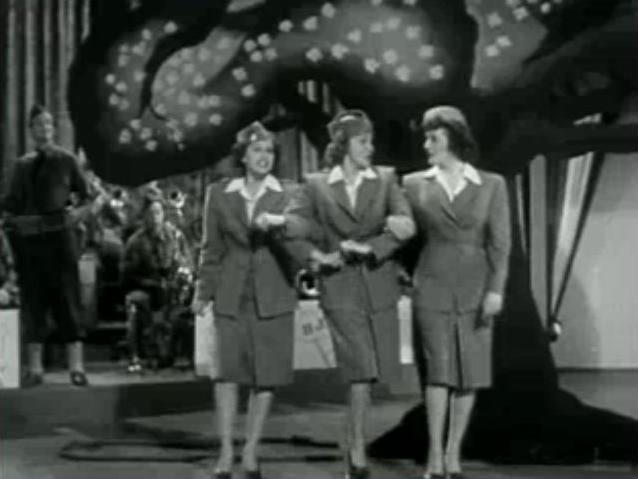
The Andrews Sisters en 1942, en uniforme de l'armée américaine, durant la seconde Guerre mondiale.

Ce tube international est composé en même temps que Bounce Me Brother With a Solid Four de la Face B du single, sur le thème du jazz boogie-woogie, par Hughie Prince (en) et Don Raye, très inspirés de leur précédent succès Beat Me Daddy, Eight to the Bar de 1940. 
Les paroles parlent d'un trompettiste (Bugle Boy) à succès de Chicago, mobilisé par l'armée américaine de l'oncle Sam pendant la Seconde Guerre mondiale, qui devient clairon et chef d'orchestre de musique militaire de la compagnie B « C'était un trompettiste célèbre des rues de Chicago, il avait un style de boogie que personne d'autre ne pouvait jouer, c'était un homme au sommet de son art, mais son numéro a été tiré, et il est parti sans traîner. Il est dans l'armée maintenant, il sonne le réveil, il est le clairon boogie-woogie de la compagnie B, ils lui ont demandé de jouer du clairon pour l'oncle Sam, ça l'a vraiment troublé car il ne pouvait pas improviser, le capitaine a semblé comprendre, car le lendemain, le cap' est sorti et a formé un orchestre, et maintenant la compagnie bondit lorsqu'il sonne le réveil, a-toot, a-toot, a-toot-diddelyada-toot, il endort les boys avec le boogie chaque nuit, et les réveille de la même façon à la lumière du matin, ils frappent dans leurs mains et tapent des pieds, car ils savent comment il joue, lorsque quelqu'un donne le rythme, il est vraiment super, quand il sonne le réveil, c'est le clairon boogie woogie de la compagnie B... »
Le film sort le 31 janvier 1941, avant l'attaque japonaise sur Pearl Harbor du 7 décembre, et l'entrée en guerre des États-Unis du 8 décembre. Ce standard (édité en 1944 en V-Disc de l'armée américaine, ) devient un succès mondial pendant la Seconde Guerre mondiale (n°6 du Billboard Hot 100 américain de 1941,), contribue à l'importante carrière mondiale des sœurs Andrews, et contribue à inspirer la naissance et le succès de l'ère du rock 'n' roll des années 1940...

## Reprises
Ce standard de jazz est réédité plusieurs fois par les sœurs Andrews (dont une version V-Disc pour le moral des troupes de l'armée américaine en 1944) et repris par de nombreux interprètes, dont Bette Midler (n°8 du Billboard Hot 100 1973), The Puppini Sisters (2006), ou Christina Aguilera (2007), Katy Perry, Jennifer Nettles et Keri Hilson (2010)... 

## Au cinéma
- 1941 : Deux Nigauds soldats, d'Abbott et Costello. Musique du film nommée pour l'Oscar de la meilleure chanson originale de 1942. Les sœurs Andrews l'interprète lorsque le soldat Herbie (joué par Lou Costello) prend un moment pour se détendre avant son match de boxe[9].
- 1962 : A Symposium on Popular Songs, de Jack Kinney (dessin animé de Walt Disney Pictures)[10]

## Quelques distinctions
- Songs of the Century
- Grammy Hall of Fame Award
- Nommée pour l'Oscar de la meilleure chanson originale de 1942